# Scooby-Doo! Rejtély a bajnokságon
A Scooby-Doo! Rejtély a bajnokságon (eredeti cím: Scooby-Doo! WrestleMania Mystery) a Scooby-Doo filmek 21. része, a Warner Bros. Animation és a WWE Studios közös alkotása. A filmben Scooby és barátai a WrestleMania nevű bajnokság előtt történt rejtélyeket szeretnék megoldani. A megfejtésében több WWE pankrátortól is segítséget kapnak, mint  például John Cena, Triple H, Sin Cara, Brodus Clay, AJ Lee, The Miz, Vince McMahon valamint Kane.

## Történet
Scooby és barátai belépőjegyeket nyernek a WWE legnagyobb rendezvényére, a  WrestleMania-ra. Elutaznak tehát abba a városba (WWE city-be), ahol a bajnokságot fogják tartani, ám hamarosan szembesülniük kell azzal, hogy itt sem pihenhetnek. Feltűnik egy titokzatos medve-kísértet, ami nem csak a várost, hanem az egész rendezvény rettegésben tartja. A rejtély megoldásában különböző WWE pankrátorok segítik kis csapatukat, hogy együttes erővel le tudják leplezni a misztikus kísértetet....

## Zene
Az eredeti zenét Ryan Shore komponálta, de a filmben több WWE szupersztár bevonuló zenéje is felbukkan:
- Miz: Downstait – I Came to Play
- Mr. McMahon: Peter Bursuker és Jim Johnston – No Chance in Hell
- John Cena: Tha Trademarc és John Cena – The Time Is Now
- Kane: Jim Johnston – Veil of Fire
- AJ Lee: Kari Kimmel és Jim Johnston – Let's Light It Up

## Kritikák
Matt Fowler, az IGN-től közepes pontszámot, 5/10-et adott a filmre. Szerinte a "Scooby-Doo! Rejtély a bajnokságon" egészen biztosan örömet okoz a gyerekeknek, ha ők rajongói a WWE-nek vagy a Scooby-Doo-nak, netán mindkettőnek. Az IMDb-n 6,3/10-es pontszámot kapott 1461 felhasználótól.

## Szereplők
A film eredeti, angol verziójában maguk a WWE szupersztárok szinkronizálták saját magukat. A magyar szinkront a Pro Video megbízásából a Mafilm Audio Kft. készítette.
| Karakter        | Angol hangja      | Magyar hangja     |
| --------------- | ----------------- | ----------------- |
| Scooby-Doo      | Frank Welker      | Vass Gábor        |
| Bozont Rogers   | Matthew Lillard   | Fekete Zoltán     |
| Fred Jones      | Frank Welker      | Markovics Tamás   |
| Vilma Dinkley   | Mindy Cohn        | Madarász Éva      |
| Diána Blake     | Grey DeLisle      | Hámori Eszter     |
| Süti            | Charles S. Dutton | Bolla Róbert      |
| Ms. Richards    | Mary McCormack    | Mics Ildikó       |
| John Cena       | John Cena         | Király Adrián     |
| Michael Cole    | Michael Coulthard | Endrédi Máté      |
| Kane            | Kane              | Schneider Zoltán  |
| Brodus Clay     | Brodus Clay       | Kisfalusi Lehel   |
| AJ Lee          | AJ Lee            | Sipos Eszter Anna |
| Santino Marella | Santino Marella   | Tóth Zoltán       |
| Miz             | The Miz           | Suhajda Dániel    |
| Mr. McMahon     | Vince McMahon     | Jakab Csaba       |
| Bayard          | Corey Burton      | Albert Péter      |
| Triple H        | Triple H          | Albert Péter      |
| Ruben           | Bumper Robinson   |                   |
| Hangosbemondó   | TBA               | Kossuth Gábor     |
| Szurkolók       | TBA               | Hábermann Lívia   |
| Szurkolók       | TBA               | Czifra Krisztina  |
| Szurkolók       | TBA               | Molnár Ilona      |
| Szurkolók       | TBA               | Stern Dániel      |

- További magyar hangok: Fehér Péter, Szkárosi Márk, Turi Bálint

## Fordítás
Ez a szócikk részben vagy egészben  a   Scooby-Doo!_WrestleMania_Mystery című angol Wikipédia-szócikk fordításán alapul.  Az eredeti cikk szerkesztőit annak laptörténete sorolja fel. Ez a jelzés csupán a megfogalmazás eredetét és a szerzői jogokat jelzi, nem szolgál a cikkben szereplő információk forrásmegjelöléseként.